# 동경 45도
동경 45도(東經45度)는 본초 자오선에서 동쪽으로 45도 떨어진 경선이다. 북극점에서 시작하여 북극해, 유럽, 아시아, 아프리카, 인도양, 남극해, 남극을 거쳐 남극점에 이른다.
동경 45도는 서경 135도와 이어져 지구의 둘레를 이룬다.
북극점에서 남극점까지 동경 45도선은 다음 지역을 지나간다.
| 좌표                                                  | 나라, 지역, 해역 | 주석                                                            |
| ----------------------------------------------------- | ---------------- | --------------------------------------------------------------- |
| 북위 90° 0′ 동경 45° 0′  / 북위 90.000° 동경 45.000°  | 북극해           |                                                                 |
| 북위 80° 37′ 동경 45° 0′  / 북위 80.617° 동경 45.000° | 러시아           | 알렉산드라섬                                                    |
| 북위 80° 35′ 동경 45° 0′  / 북위 80.583° 동경 45.000° | 바렌츠해         |                                                                 |
| 북위 68° 32′ 동경 45° 0′  / 북위 68.533° 동경 45.000° | 러시아           | 카닌반도                                                        |
| 북위 67° 30′ 동경 45° 0′  / 북위 67.500° 동경 45.000° | 바렌츠해         | 체샤만                                                          |
| 북위 67° 18′ 동경 45° 0′  / 북위 67.300° 동경 45.000° | 러시아           |                                                                 |
| 북위 42° 43′ 동경 45° 0′  / 북위 42.717° 동경 45.000° | 조지아           |                                                                 |
| 북위 41° 18′ 동경 45° 0′  / 북위 41.300° 동경 45.000° | 아르메니아       |                                                                 |
| 북위 41° 3′ 동경 45° 0′  / 북위 41.050° 동경 45.000°  | 아제르바이잔     | 아르메니아로 둘러싸여진 위요지인 유카리 아스키파라              |
| 북위 41° 0′ 동경 45° 0′  / 북위 41.000° 동경 45.000°  | 아르메니아       | 세반호를 통과함                                                 |
| 북위 39° 44′ 동경 45° 0′  / 북위 39.733° 동경 45.000° | 아제르바이잔     | 나히체반 공화국                                                 |
| 북위 39° 25′ 동경 45° 0′  / 북위 39.417° 동경 45.000° | 이란             |                                                                 |
| 북위 36° 45′ 동경 45° 0′  / 북위 36.750° 동경 45.000° | 이라크           |                                                                 |
| 북위 29° 10′ 동경 45° 0′  / 북위 29.167° 동경 45.000° | 사우디아라비아   |                                                                 |
| 북위 17° 24′ 동경 45° 0′  / 북위 17.400° 동경 45.000° | 예멘             |                                                                 |
| 북위 12° 46′ 동경 45° 0′  / 북위 12.767° 동경 45.000° | 인도양           | 아덴만                                                          |
| 북위 10° 27′ 동경 45° 0′  / 북위 10.450° 동경 45.000° | 소말리아         | 소말릴란드                                                      |
| 북위 8° 40′ 동경 45° 0′  / 북위 8.667° 동경 45.000°   | 에티오피아       |                                                                 |
| 북위 4° 56′ 동경 45° 0′  / 북위 4.933° 동경 45.000°   | 소말리아         |                                                                 |
| 북위 1° 51′ 동경 45° 0′  / 북위 1.850° 동경 45.000°   | 인도양           | 프랑스의 해외 공동체 중 하나인 마요트의 서쪽을 통과함           |
| 남위 16° 8′ 동경 45° 0′  / 남위 16.133° 동경 45.000°  | 마다가스카르     |                                                                 |
| 남위 25° 30′ 동경 45° 0′  / 남위 25.500° 동경 45.000° | 인도양           |                                                                 |
| 남위 60° 0′ 동경 45° 0′  / 남위 60.000° 동경 45.000°  | 남극해           |                                                                 |
| 남위 67° 46′ 동경 45° 0′  / 남위 67.767° 동경 45.000° | 남극             | 오스트레일리아령 남극 지역, 오스트레일리아가 영유권을 주장한다. |

## 같이 보기
- 동경 44도
- 동경 46도